# Konwencja z Chuenpi
Konwencja z Chuenpi – podpisane 20 stycznia 1841 r. porozumienie pomiędzy Wielką Brytanią a Chinami w trakcie I wojny opiumowej, na mocy którego Brytyjczycy uzyskali wyspę Hongkong.
Po rozpoczęciu przez jednostki brytyjskie blokady Rzeki Perłowej, brytyjskie okręty HMS „Volage” i HMS „Hyacinth” 3 listopada 1839 r. usiłowały zablokować wejście brytyjskiego statku „Royal Saxon” do Kantonu. Chińskie okręty usiłowały przyjść statkowi z pomocą, ale zostały odparte przez brytyjskie okręty, Chińczycy w starciu o Chuenpi stracili cztery zatopione jednostki.
W czerwcu 1840 r. do Chin dotarł z Indii korpus ekspedycyjny liczący 20 okrętów i 4 tys. żołnierzy pod dowództwem George’a Elliota, który rozpoczął morską blokadę Kantonu i podjął ekspedycję na północ celem wymuszenia powrotu do handlu opium oraz zapłacenie odszkodowania za zniszczone opium. Ekspedycja ta zdobyła forty Dagu oraz porty Dinghai i Makau. 7 stycznia 1941 r. Brytyjczycy po raz drugi pokonali Chińczyków w II bitwie o Chuenpi i zdobyli forty w cieśninie Humen oraz rozszerzyli swoje operacje w północnych Chinach.
Cesarz Daoguang ostatecznie zdecydował się pertraktować z Wielką Brytanią. Wysłany do tej misji Qishan 20 stycznia 1841 r. podpisał porozumienie, na mocy którego Brytyjczycy uzyskali wyspę Hongkong wraz z portem, odszkodowanie 6 mln dolarów za zniszczone opium i pełne uwolnienie handlu. Konwencja nie została ratyfikowana przez żadną ze stron, gdyż brytyjski rząd uznał ją za zbyt mało korzystną i precyzyjną, a Chińczycy uznali ją za upokorzenie.
Chińczycy próbowali bronić Kantonu i wyprzeć Brytyjczyków z Rzeki Perłowej, ale ci niepodzielnie panowali na wodzie i przełamywali kolejne chińskie pozycje obronne, zdobywając Kanton, który Chińczycy musieli potem odkupić za 6 milionów dolarów. W kolejnym roku nastąpiła eskalacja działań brytyjskich, w tym przeniesienie działań na północ, m.in. Brytyjczycy zdobyli Xiamen i Szanghaj oraz miasta w rejonie Wielkiego Kanału i rzeki Jangcy, co groziło przerwaniem dostaw żywności do Pekinu.
Wojnę zakończył dopiero 29 sierpnia 1842 r. traktat nankiński.